# Brigitte Mischler
Brigitte Mischler (* 3. Mai 1992) ist eine Schweizer Unihockeyspielerin, welche seit 2020 beim Nationalliga-A-Verein UHC Kloten-Dietlikon Jets unter Vertrag steht, nachdem sie zuvor fünf Saisons bei den Wizards Bern Burgdorf gespielt hatte.

## Karriere

### Verein
Mischler startete ihre Karriere bei den Wildcats Fluh und debütierte später in der ersten Mannschaft von Unihockey Leimental. Bei Leimental spielte Mischler als Stürmerin und konnte in zwei Saisons im Schnitt 1,7 Skorerpunkte sammeln.
Auf die Saison 2010/11 wechselte Mischler zu den Burgdorf Wizards in die höchste Schweizer Spielklasse, die SML. In der SML konnte sie nicht an die Torproduktion aus der Nationalliga B anknüpfen, aber spielerisch konnte sich die U19-Nationalspielerin weiterentwickeln.
Zwei Jahre später wechselte die Offensivspielerin zum Ligakonkurrenten Zug United. In Zug reifte Mischler zur A-Nationalspielerin und ermöglichte den Zugerinnen bereits in ihrer ersten Saison, auf den dritten Tabellenplatz vorzudringen. Die zwei weiteren Jahre verliefen für Zug United weniger glanzvoll. 2014 gelang ihr mit Zug United den Einzug in den Cupfinal, welcher mit 6ː5 über piranha chur gewonnen werden konnte.
2015 wechselte Mischler zurück zu den Wizards Bern Burgdorf, um dort den Abgang von Diana Isjomina zu kompensieren. Zurück in Burgdorf erhöhte Mischler ihre Produktion von Torvorlagen und gehörte in der Schweiz zu den besten Vorlagengeberinnen.
Nach fünf Saisons bei den Wizards verkündete der UHC Kloten-Dietlikon Jets den Zugang von Mischler und ihrer Teamkollegin Mirjam Hintermann. Mischler wollte sich gleich wie ihrer Teamkollegin noch einmal neu beweisen und weitere Fortschritte erzielen. In ihrer ersten Saison konnte sie mit den Kloten-Dietlikon Jets erstmals in ihrer Karriere die Schweizer Meisterschaft gewinnen.

### Nationalmannschaft
Mischler wurde 2008 erstmals für die Schweizer U19-Nationalmannschaft nominiert und konnte erstmals an einer Euro Floorball Tour teilnehmen. An der Weltmeisterschaft 2010 in Tschechien erreichte sie mit der Schweiz den vierten Schlussrang.
2012 bestritt Mischler ihre ersten Länderspiele mit der A-Nationalmannschaft. Sie war Teil der Nationalmannschaft an den Weltmeisterschaften 2013, 2015, 2017, 2019 und 2021. Bei den letzten drei Turnieren spielte sie als Verteidigerin. Nach drei Bronzemedaillen konnte sie 2019 mit der Schweiz an der Weltmeisterschaft in Neuenburg die Silbermedaille gewinnen. 2021 gab es erneut Bronze – Mischler wurde im kleinen Final zum MVP ernannt.